# Hajen 2
Hajen 2 (engelska: Jaws 2) är en amerikansk skräckfilm/thriller från 1978 i regi av Jeannot Szwarc med Roy Scheider i huvudrollen. Filmen,som hade biopremiär i USA den 16 juni 1978, hade Sverigepremiär den 18 december 1978.

## Handling
Den fruktade vithaj som polischef Brody (Roy Scheider) och hans medhjälpare dräpte fyra år tidigare var dessvärre inte den enda. Denna gången drabbas Brodys familj då hajen angriper tio små segelbåtar med hans egna barn på en av dem.

## Rollista (urval)
| Roy Scheider         | – Martin Brody         |
| Lorraine Gary        | – Ellen Brody          |
| Murray Hamilton      | – Larry Vaughn         |
| Joseph Mascolo       | – Len Peterson         |
| Jeffrey Kramer       | – Jeff Hendricks       |
| Collin Wilcox Paxton | – Lureen Elkins        |
| Ann Dusenberry       | – Tina Wilcox          |
| Mark Gruner          | – Michael 'Mike' Brody |
| Barry Coe            | – Tom Andrews          |

### Fotnoter
1. ↑  ”Hajen 2”. Filmtipset. 13 april 1978. Arkiverad från originalet den 28 augusti 2016. https://web.archive.org/web/20160828062709/http://www.filmtipset.se/film/hajen-2.html. Läst 27 augusti 2016.
2. ↑  ”Jaws 2” (på engelska). Box Office Mojo. 16 juni 1978. http://www.boxofficemojo.com/movies/?id=jaws2.htm. Läst 28 augusti 2016.